# Arby socken
Arby socken i Småland ingick i Södra Möre härad, ingår sedan 1971 i Kalmar kommun och motsvarar från 2016 Arby distrikt i Kalmar län.
Socknens areal är 56 kvadratkilometer, varav land 55,7 År 2000 fanns här 695 invånare. En del av tätorten Vassmolösa samt kyrkbyn Arby med sockenkyrkan Arby kyrka ligger i socknen. 

## Administrativ historik
Socknen omtalas första gången 1346, men är med all sannolikhet äldre. Kyrkan dateras till mitten av 1200-talet.
Arby kapellförsamling, från 1873 Karlslunda församling, utbröts på 1650-talet Vid kommunreformen 1862 övergick Arby sockens ansvar för de kyrkliga frågorna till Arby församling och för de borgerliga frågorna till Arby landskommun. Landskommunen inkorporerades 1952 i Södermöre landskommun och uppgick sedan 1971 i Kalmar kommun. Församlingen uppgick 1 januari 2010 i Arby-Hagby församling.
1 januari 2016 inrättades distriktet Arby, med samma omfattning som församlingen hade 1999/2000.  
Socknen har tillhört samma fögderier och domsagor som Södra Möre härad.
Socken indelades fram till 1901 i (tillsammans med Karlslunda socken) 70 båtsmanshåll, vars båtsmän tillhörde Södra Möres 2:a båtsmanskompani.

## Geografi
Arby socken ligger i sydväst om Kalmar i Södra Möres inland. I öster ligger låglänta och bördiga marker, i väster skogs och kärrmarker.

## Fornminnen
Cirka 20 boplatser från stenåldern är kända. Dessutom rösen och stensättningar från brons- och järnåldern samt några järnåldersgravfält.

## Namnet
Namnet (1346 Arby), taget från kyrkbyn, består av förledet ar- å och efterledet by.

### Fotnoter
1. 1 2 3  Svensk Uppslagsbok Arby socken
2. 1 2  Harlén, Hans; Harlén Eivy (2003). Sverige från A till Ö: geografisk-historisk uppslagsbok. Stockholm: Kommentus. Libris 9337075. ISBN 91-7345-139-8
3. ↑  DMS 4:1 Möre
4. ↑  ”Församlingar”. Statistiska centralbyrån. https://www.scb.se/hitta-statistik/regional-statistik-och-kartor/regionala-indelningar/forsamlingar/. Läst 30 december 2022.
5. ↑  Administrativ historik för Arby socken (Klicka på församlingsposten). Källa: Nationella arkivdatabasen, Riksarkivet.
6. ↑  "Ostkanten" om Blekinge och Södra Möres båtsmän
7. 1 2 3  Nationalencyklopedin
8. 1 2  Sjögren, Otto (1931). Sverige geografisk beskrivning del 2 Östergötlands, Jönköpings, Kronobergs, Kalmar och Gotlands län. Stockholm: Wahlström & Widstrand. Libris 9939
9. ↑  Fornlämningar, Statens historiska museum: Arby socken
10. ↑  Fornminnesregistret, Riksantikvarieämbetet: Arby socken Fornminnen i socknen erhålls på kartan genom att skriva in sockennamn (utan "socken") i "Ange geografiskt område"